# Двоструки предудар
Двоструки предудар (енгл. double appoggiatura) је музички украс, који се састоји од две ноте које претходе главној ноти. Пише се ситнијим нотама, најчешће са два ребра, које одузимају од вредности главне ноте.
| Пише се: |  | Изводи се: |  | Playⓘ |